# USS Minneapolis-Saint Paul (SSN-708)
Pour les autres navires du même nom, voir USS Minneapolis et USS Saint Paul.
L'USS Minneapolis-Saint Paul (SSN-708) est un sous-marin nucléaire d'attaque de classe Los Angeles en service dans l'US Navy de 1984 à 2007.

## Histoire
Construit au chantier naval Electric Boat de Groton, Le Minneapolis-Saint Paul entre en service le 10 mars 1984.
Il participe à l'opération Bouclier du désert durant la deuxième guerre du Golfe. Il est ainsi le premier sous-marin à emporter des missiles Tomahawk spécialement conçus pour frapper l'Irak.
Le 29 décembre 2006, alors que le sous-marin se trouve dans le Plymouth Sound, quatre marins passent par-dessus bord à cause de la mer agitée. Deux d'entre eux périssent, et après enquête, le commandant Edwin Ruff reçoit une lettre de réprimande et est relevé de son commandement.
Le Minneapolis-Saint Paul est finalement retiré du service le 22 juin 2007 puis rayé des listes le 28 août 2008.